# Kortzuiger
De kortzuiger (Crocallis elinguaria) is een nachtvlinder uit de familie Geometridae (spanners). De voorvleugellengte bedraagt tussen de 18 en 22 millimeter. De imago lijkt wat op de getande spanner (Odontopera bidentata), maar de vliegtijd is anders, en de kortzuiger heeft geen getande achterrand van de voorvleugel. Hij komt verspreid over Europa voor. De soort overwintert als ei.

## Waardplanten
De kortzuiger heeft diverse loofbomen en struiken als waardplant.

## Voorkomen in Nederland en België
De kortzuiger is in Nederland en België een vrij gewone vlinder, die verspreid over het hele gebied voorkomt. De vliegtijd is van half juni tot eind augustus in één generatie.